# Homalopetalum hypoleptum
Homalopetalum hypoleptum är en orkidéart som först beskrevs av John Lindley, och fick sitt nu gällande namn av Soto Arenas. Homalopetalum hypoleptum ingår i släktet Homalopetalum och familjen orkidéer. Inga underarter finns listade i Catalogue of Life.